# Elmar Õun
Elmar Õun (auch Elmar Siegfried Õun, * 10. Augustjul. / 23. August 1906greg. in Sankt Petersburg; † 2. Oktober 1977 in Stockholm) war ein estnischer Schriftsteller.

## Leben
Õun ging in Tallinn zur Schule und studierte nach seinem Abitur am Tallinner Realgymnasium einige Semester an der Universität Tartu Rechtswissenschaft und Mathematik sowie an der Technischen Universität Tallinn Chemie. Zum Ende der deutschen Besetzung Estlands im Zweiten Weltkrieg verließ er das Land und gelangte nach Schweden. Hier erlangte er einige akademische Grade an den Universitäten von Uppsala und Stockholm und war danach Lehrer an Gymnasien in Stockholm.

## Werk
Õun debütierte mit Kurzgeschichten und veröffentlichte sein erstes Buch für Kinder 1936. Danach schrieb er auch weiterhin für Kinder, verlagerte seinen Schwerpunkt jedoch auf die Erwachsenenliteratur. In seinen Romanen behandelte er häufig das Leben auf Hiiumaa, beispielsweise in Die vergessenen Frauen (1938), worin die zur See fahrenden Männer weitgehend abwesend sind und die Frauen sich allein durchschlagen müssen.
Besondere Erwähnung verdient sein Roman Kiefern und Rauch, der – für einen Exilautoren ungewöhnlich – 1971 in Sowjetestland erschien. Er behandelt das Schicksal eines 1919 ermordeten Gewerkschaftlers, womit offenbar die Geschichte seines Vaters und seine eigene Tallinner Jugend in der revolutionären Umgebung im Tallinner Arbeitermilieu thematisiert wurde. Der Roman sei, wie die Kritik bemerkte, zwar stilistisch nicht unbedingt meisterhaft, aber doch wie ein Laib Brot: „Erst wenn man es nicht mehr hat, wird einem seine Bedeutung klar.“ Gleichzeitig waren die autobiografischen Bezüge überdeutlich, weswegen ein anderer Kritiker darauf hinwies, dass es sich hierbei eher um eine Biografie als um ein Roman hendele, nicht einmal um „eine zum Roman gemachte Biografie, weil es hier keine Intrige gibt.“
Auch im Exil schrieb der Autor weiterhin Kinderbücher mit Tiergeschichten, in denen „sachkundig und einfühlsam vom Leben der Vögel und Tiere erzählt wird.“

## Auszeichnungen
- 1936 Zweiter Preis beim Wettbewerb für Jugendliteratur des Loodus-Verlags.
- 1938 Zweiter Preis beim Romanwettbewerb des Loodus-Verlags.
- 1940 Zweiter Preis beim Wettbewerb für Fortsetzungsromane des Päevaleht.

## Bibliografie

### Romane
- Soomusrongil ('Auf dem Panzerzug'). Tartu: Loodus 1936. 130 S.
- Unustatud naised ('Die vergessenen Frauen'). Tartu, Tallinn: Loodus 1938. 320 S.
- Männid ja suits ('Kiefern und Rauch'). Tallinn: Eesti Raamat 1971. 216 S.
- Meri ja maa ('Meer und Land'). Stockholm: Välis-Eesti & EMP 1977. 216 S.

### Kinder- und Jugendliteratur
- Kolm oravat ('Drei Eichhörnchen'). Tartu: Loodus 1936. 80 S.
- Siilu seiklused ('Siilus Abenteuer'). Stockholm: Noor-Eesti 1951. 42 S.
- Lugu pessa unustatud pardipojast ('Die Geschichte vom Entlein, das im Nest vergessen wurde'). Uppsala: Autori kirjastus 1954. 37 S.
- Tsirr ('Schwirr'). Uppsala: Autori kirjastus 1975. 31 S.